# Токо-Мару
Токо-Мару (Toko Maru) — транспортне судно, яке під час Другої світової війни брало участь у операціях японських збройних сил в архіпелазі Бісмарка.

## Передвоєнна історія
Токо-Мару спорудили в 1940 році на верфі Osaka Iron Works на замовлення компанії Okada Gumi.
27 березня 1941-го судно реквізували для потреб Імперського флоту Японії, проте вже 25 травня повернули власнику.

## Рейси до Рабаулу
4 грудня 1942-го Токо-Мару повторно реквізували, цього разу для Імперської армії Японії. Вже через кілька днів його залучили до операції Військові перевезення №8 (Military Movement No.8), що мала за мету підтримку військ, які вже кілька місяців вели запеклу битву за острів Гуадалканал. 9 грудня Токо-Мару вийшов з японського порту Саєкі у складі конвою «G», що 29 грудня прибув до Рабаулу (головна передова база японців у архіпелазі Бісмарка, з якої провадились операції на Соломонових островах).
У червні 1943-го Токо-Мару знову вирушило в рейс до Рабаулу. Спершу 20—29 червня воно у складі конвою O-007 перейшло із Саєкі до Палау (важливий транспортний хаб на заході Каролінських островів), звідки рушило далі до архіпелагу Бісмарка. 26 липня Токо-Мару вирушило з Рабаулу у зворотний рейс разом з конвоєм O-604, 2 серпня прибуло на Палау, а 13—21 серпня перейшло до Японії у складі конвою FU-207.
У вересні 1943-го Токо-Мару відвідало ряд азійських портів, таких як Такао на Формозі (наразі Гаосюн), Кап-Сен-Жак (Вунгтау у В'єтнамі) та Сінгапур.

## Останній рейс
На початку 1944-го Токо-Мару вчергове відбуло до архіпелагу Бісмарка. 28 січня воно вийшло із Палау у складі конвою SO-805, маючи на борту військовослужбовців 2-го батальйону 66-го піхотного полка 51-й дивізії та 4-й польовий госпіталь, які потрібно було доправити на острів Манус (острови Адміралтейства).
О 1:50 30 січня за чотири сотні кілометрів на південний схід від Палау конвой атакував підводний човен Seahorse. Всі три випущені ним торпеди влучили в Токо-Мару, яке затонуло разом із 457 військовослужбовцями та 22 членами екіпажу.
Вранці 31 січня мисливець за підводними човнами CH-34 прибув на Палау з людьми, врятованими після потоплення Токо-Мару.